# Czułczyce (gromada)
Czułczyce – dawna gromada, czyli najmniejsza jednostka podziału terytorialnego Polskiej Rzeczypospolitej Ludowej w latach 1954–1972.
Gromady, z gromadzkimi radami narodowymi (GRN) jako organami władzy najniższego stopnia na wsi, funkcjonowały od reformy reorganizującej administrację wiejską przeprowadzonej jesienią 1954 do momentu ich zniesienia z dniem 1 stycznia 1973, tym samym wypierając organizację gminną w latach 1954–1972.
Gromadę Czułczyce z siedzibą GRN w Czułczycach utworzono – jako jedną z 8759 gromad na obszarze Polski – w powiecie chełmskim w woj. lubelskim na mocy uchwały nr 7 WRN w Lublinie z dnia 5 października 1954. W skład jednostki weszły obszary dotychczasowych gromad Czułczyce wieś, Czułczyce kol., Czułczyce Małe, Hredków, Przysiółek, Sajczyce, Zarzecze i Wólka Czułczycka ze zniesionej gminy Staw w tymże powiecie. Dla gromady ustalono 15 członków gromadzkiej rady narodowej.
1 stycznia 1960 gromadę zniesiono, włączając jej obszar do gromad Staw (Czułczyce wieś, Czułczyce kol., Karczemne Czułczyce osadę, kol. Czułczyce II, Czułczyce Jagodne kol., Wólka Czułczycka wieś i gajówkę, Przysiółek wieś, Czułczyce os. kościelną oraz Zarzecze wieś i gajówkę) i Sawin (Sajczyce wieś, Sajczyce Gajówka, Hredków wieś, Czułczyce Małe wieś, Czułczyce III kol. oraz Gajówka wsi Czułczyce Małe) w tymże powiecie.